# Jean-Pierre Paumen
Jean-Pierre Paumen (Bree, 16 december 1956 – Neeroeteren, 15 juni 2015) was een Belgische atleet, die zich had toegelegd op de lange afstand en het veldlopen. Hij nam driemaal deel aan wereldkampioenschappen veldlopen en veroverde twee Belgische titels.

## Biografie
Paumen werd in 1980 Belgisch kampioen op de 1500 m. Tussen 1984 en 1986 nam hij driemaal deel aan de wereldkampioenschappen veldlopen met een 91e plaats als beste resultaat. In 1988 veroverde hij ook de Belgische titel op de 10.000 m.
Op 15 juni 2015 overleed Paumen onverwacht ten gevolge van een hartaderbreuk.

### Clubs
Paumen begon zijn carrière bij AC Neeroeteren en stapte over naar AV Toekomst.

## Belgische kampioenschappen
| Onderdeel | Jaar |
| --------- | ---- |
| 1500 m    | 1980 |
| 10.000 m  | 1988 |

## Persoonlijke records
Outdoor
| Onderdeel      | Prestatie | Datum            | Plaats   |
| -------------- | --------- | ---------------- | -------- |
| 1500 m         | 3.39,87   | 24 juni 1981     | Parijs   |
| 3000 m         | 7.53,0    | 9 juli 1986      | Neerpelt |
| 5000 m         | 13.43,36  | 28 augustus 1981 | Brussel  |
| 10.000 m       | 28.44,69  | 24 augustus 1984 | Brussel  |
| halve marathon | 1:03.57   | 5 oktober 1986   | Breda    |
| marathon       | 2:12.15   | 10 mei 1987      | Londen   |

## Palmares

### 1500 m
- 1980:  BK AC – 3.47,2
- 1981:  BK AC – 3.45,47

### 5000 m
- 1984:  BK AC – 13.57,93

### 10.000 m
- 1985: 7e op Memorial Van Damme – 28.44,69
- 1985:  BK AC – 29.28,4
- 1988:  BK AC – 28.53,88
- 1989:  BK AC – 29.07,94

### 10 km
- 1990:  Parelloop – 31.02
- 1992: 6e Parelloop – 29.58

### halve marathon
- 1988:  Bredase Singelloop – 1:03.57

### marathon
- 1987:  Westland Marathon – 2:14.38
- 1987: 10e Londen Marathon - 2:12.15
- 1988:  marathon van Eindhoven – 2:14.51
- 1988:  marathon van Brussel – 2:18.41
- 1989: 12e marathon van Tokio - 2:19.34
- 1990:  Westland Marathon – 2:16.14
- 1991: 12e marathon van Hamburg - 2:18.54
- 1991: 4e Westland Marathon - 2:17.30
- 1993: 4e Westland Marathon - 2:16.25
- 1994: 8e marathon van Enschede - 2:16.24
- 1995: 11e Westland Marathon - 2:21.35

### veldlopen
- 1984: 95e WK in East Rutherford
- 1985: 91e WK in Lissabon
- 1986:  BK AC in Waregem
- 1986: 95e WK in Colombier